# Vazební věznice
Vazební věznice je věznice, která zajišťuje výkon vazby obviněných mužů, žen či mladistvých, zabezpečuje dálkové eskorty a spolupodílí se na vyhošťování cizích státních příslušníků. 
Ve vazební věznici se nacházejí i odsouzení, kteří jsou zařazeni do věznice s dozorem, výjimečně s ostrahou, které nelze z kapacitních důvodů umístit do příslušné věznice pro výkon trestu.

## Vazební věznice v Česku
- Vazební věznice Brno
- Vazební věznice České Budějovice
- Vazební věznice Hradec Králové
- Vazební věznice Liberec
- Vazební věznice Litoměřice
- Vazební věznice Olomouc
- Vazební věznice Ostrava
- Vazební věznice Praha Pankrác
- Vazební věznice Praha Ruzyně
- Vazební věznice Teplice